# Distretto di Nevşehir
Il distretto di Nevşehir (in turco Nevşehir ilçesi) è uno dei distretti della provincia di Nevşehir, in Turchia.